# Beowulf & Grendel
Beowulf & Grendel is een Canadees-Brits-IJslandse speelfilm uit 2005, geregisseerd door Sturla Gunnarsson. De film is gebaseerd op het Oudengelse gedicht Beowulf en vertelt het verhaal van de protagonist Beowulf die de Deense koning Hrothgar komt helpen bij het verslaan van het afschuwelijke trolachtige wezen Grendel.

## Rolverdeling
| Acteur                   | Personage       |
| ------------------------ | --------------- |
| Gerard Butler            | Beowulf         |
| Sarah Polley             | Selma           |
| Stellan Skarsgård        | Koning Hrothgar |
| Ingvar Eggert Sigurðsson | Grendel         |
| Eddie Marsan             | Brendan         |
| Tony Curran              | Hondscioh       |